# Adolf Wolfert

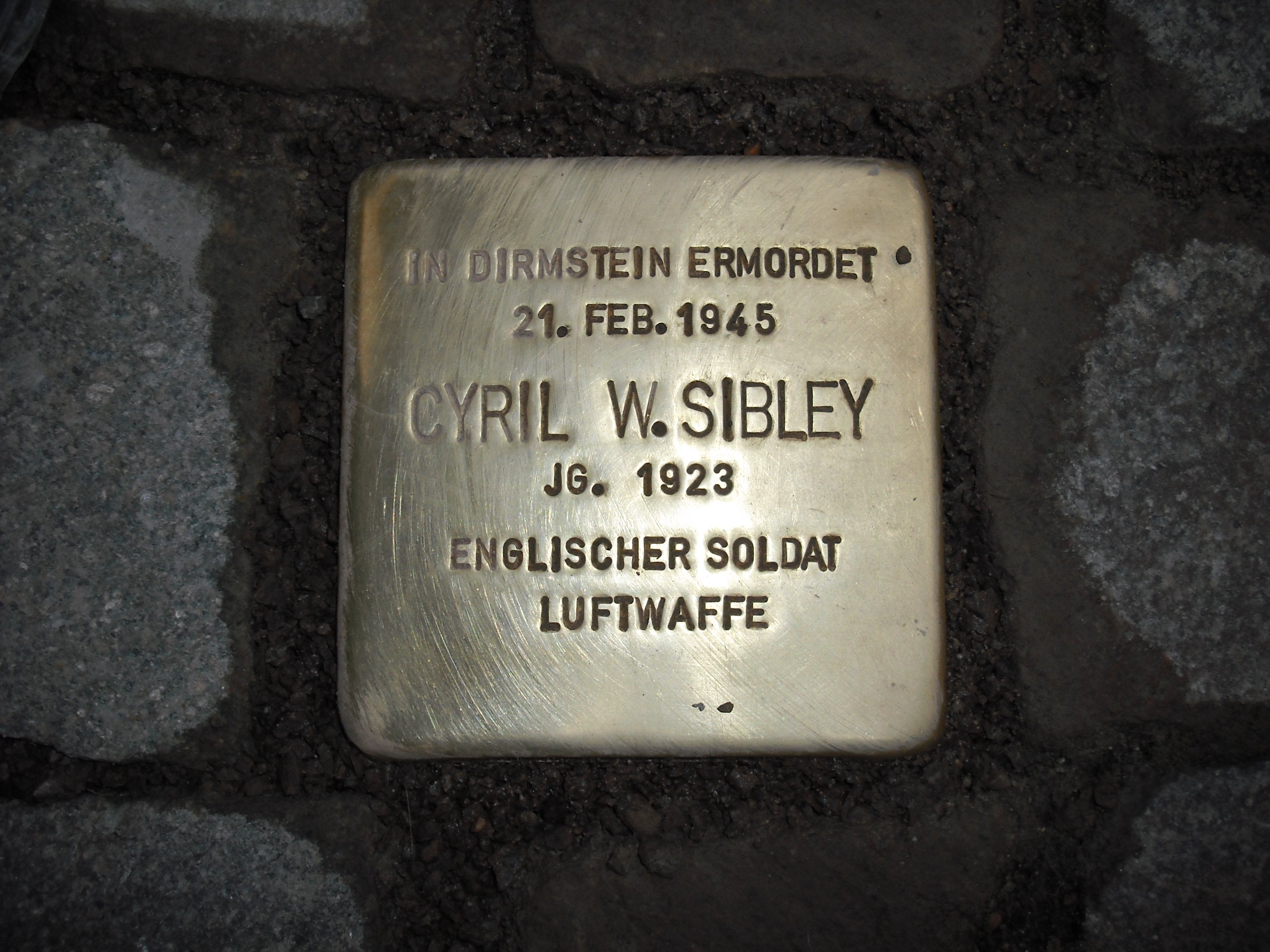
Stolperstein von 2009 für das Mordopfer

Adolf Wolfert (* 12. Juni 1901 in Dirmstein; † 11. Oktober 1946 in Hameln) war im Deutschen Reich während der Zeit des Nationalsozialismus ein Funktionär der NSDAP. Er wurde dadurch bekannt, dass er im Februar 1945, kurz vor dem Ende des Zweiten Weltkriegs, gemeinsam mit einem zweiten Täter Cyril William Sibley ermordete, einen über Dirmstein (heute Rheinland-Pfalz) abgeschossenen Angehörigen der Royal Air Force. 1946 wurden Wolfert und sein Mittäter wegen Mordes verurteilt und durch den Strang hingerichtet.
Während des Zweiten Weltkriegs gab es – teilweise gefördert durch entsprechende Befehle – hunderte solcher Fliegermorde; über 150 Deutsche wurden dafür nach dem Krieg verurteilt und hingerichtet.
Seit dem 27. März 2009 liegt in der Ortsmitte von Dirmstein neben dem Alten Rathaus für das Mordopfer ein Stolperstein (⊙). Die gleichzeitig veröffentlichte Dokumentation nennt die Namen der Dirmsteiner Opfer des Nationalsozialismus und – soweit bekannt – die Namen der Täter.

## Leben
Wolfert war in seiner pfälzischen Heimatgemeinde Dirmstein ursprünglich als Feldschütz beschäftigt und hatte vor allem die Weinberge zu überwachen. Zunächst versah er die Stelle als Aushilfe, im August 1934 wurde er ins Beamtenverhältnis übernommen, ab 1938 war er Beamter auf Lebenszeit.
In die NSDAP trat er am 1. September 1930 ein und machte dort Karriere. Im Mai 1932 wurde er SA-Sturmführer, 1943 Ortsgruppenleiter der NSDAP. 1934/35 gehörte er vorübergehend dem Dirmsteiner Gemeinderat an.

## Mord an Cyril William Sibley

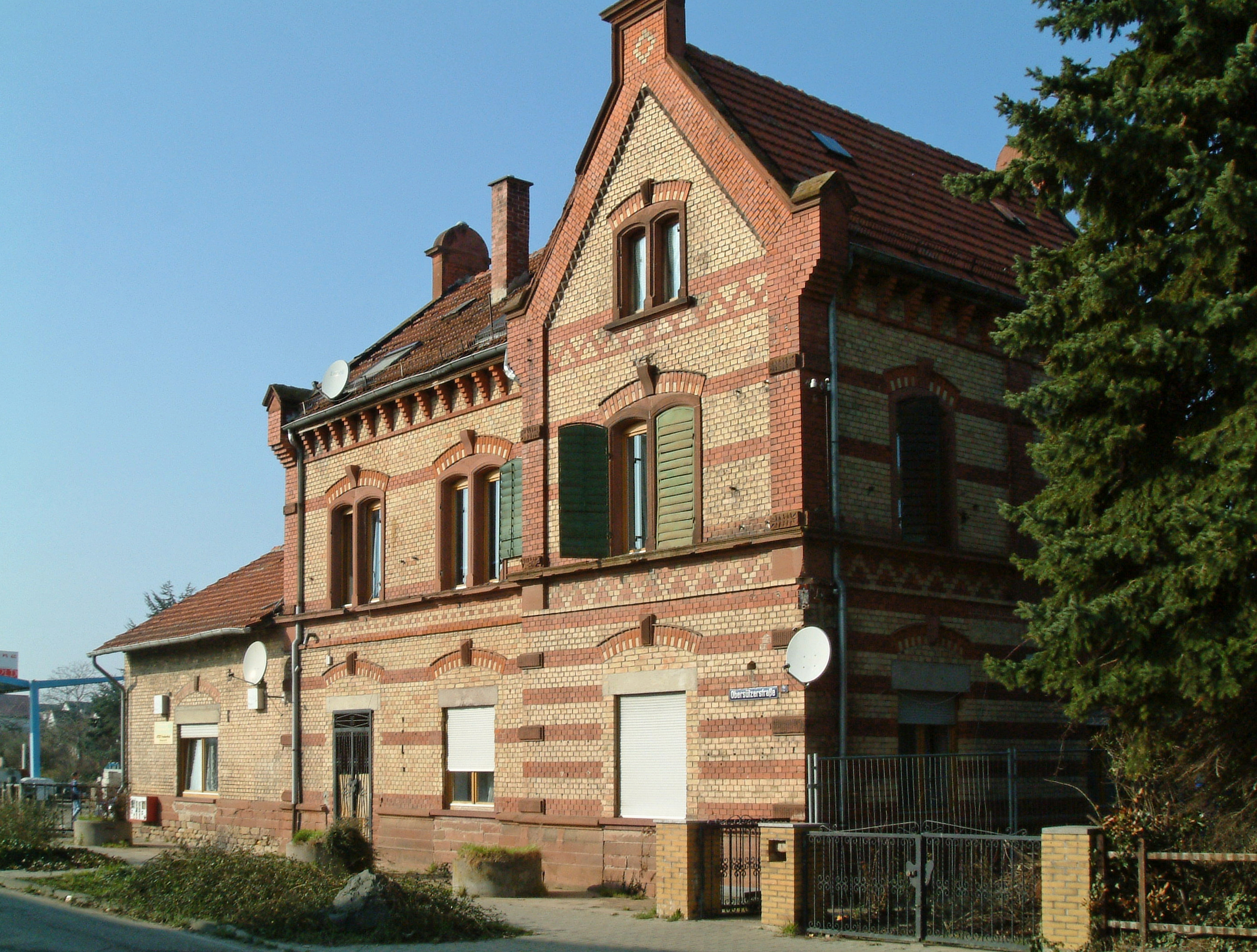
Bahnhof Dirmstein

Bei Sibleys Erschießung – wenige Stunden nach seiner Gefangennahme – am 21. Februar 1945 hinter dem Bahnhof Dirmstein waren Wolfert und zwei weitere Männer zugegen.

### Prozess
Im Mai 1946 wurden Wolfert und die beiden anderen Männer in Bad Lippspringe (Britische Besatzungszone) vor ein britisches Militärgericht gestellt und des Mordes angeklagt. Wolfert berief sich auf Befehlsnotstand; sein Vorgesetzter, der Frankenthaler NSDAP-Kreisleiter Hieronymus Merkle (1887–1970), habe schon früher die Anweisung erlassen, in seinem Zuständigkeitsbereich abgeschossene feindliche Flugzeugbesatzungen nicht zu Kriegsgefangenen zu machen. Mittäter Georg Hartleb (1893–1946) bestritt die Existenz einer derartigen Anweisung; außerdem gab er an, Wolfert habe einen Tötungsplan gehabt, in den er, Hartleb, eingeweiht gewesen sei. Der dritte Angeklagte, Heinrich Kreß, machte geltend, wegen seiner Schwerhörigkeit sei er völlig ahnungslos gewesen.
Die auf Englisch protokollierte Aussage Wolferts vor Gericht lautet in deutscher Rückübersetzung:

„Wir führten den Flieger hinter das Bahnhofsgebäude (⊙). Er sagte nichts, und auch wir redeten nicht mit ihm. Hartleb packte ihn mit der linken Hand, drehte ihn um und hielt ihm den Revolver dicht vors Gesicht. Da nahm ich meinen Revolver und schoss aus etwa zwei Metern auf den Flieger, einmal in den Kopf und einmal in die Brust. Der Flieger fiel zu Boden, und Hartleb feuerte noch einen Schuss ab, als er schon umgefallen war.“

### Urteil und Hinrichtung

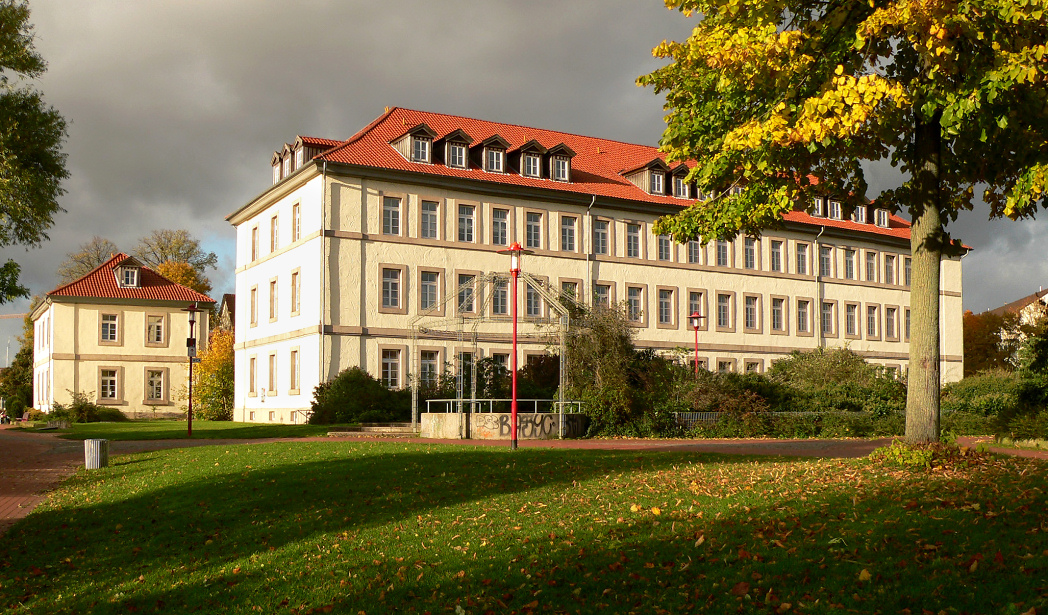
Gefängnis Hameln

Wolfert und Hartleb wurden, weil sie beide auf Sibley geschossen hatten, als Mörder eingestuft und am 17. Mai 1946 zum Tod verurteilt. Nach Bestätigung des Urteils durch das Oberste Armeegericht in London wurden sie fünf Monate später, am 11. Oktober 1946, im Gefängnis von Hameln hingerichtet und anschließend anonym bestattet.
Kreß war, obwohl er keinen Schuss abgegeben hatte, in erster Instanz zu zehn Jahren Haft verurteilt worden. Im Berufungsverfahren wurde er jedoch freigesprochen und im September 1946 aus der Haft entlassen.